# Stephan Wahl

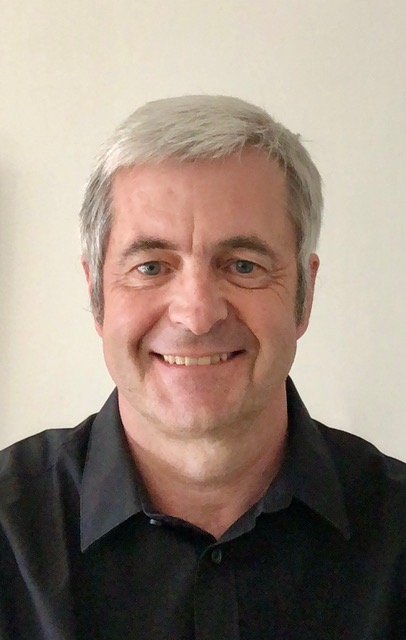
Stephan Wahl (2021)

Stephan Wahl (* 28. Mai 1960 in Bonn) ist ein deutscher katholischer Priester und lebt in Jerusalem. Er war Sprecher der ARD-Sendung Das Wort zum Sonntag und Direktor des Bereichs „Kommunikation und Medien“ im Generalvikariat im Bistum Trier.

## Leben
Wahl wuchs in Remagen-Kripp auf. Nach seinem Abitur am Aloisiuskolleg Bonn-Bad Godesberg studierte er katholische Theologie und Philosophie in Trier, München und absolvierte in Jerusalem das Ökumenische Studienjahr Pro Memoria an der Dormitio-Abtei.
Nach Studienabschluss 1985 war er für ein Jahr Präfekt im Internat des Bonner Jesuitenkollegs. Sein Diakonat absolvierte er an der Basilika St. Paulin in Trier. 1988 wurde er im Hohen Dom zum Priester geweiht und war anschließend drei Jahre Kaplan im Pfarrbezirk Adenau in der Eifel. Er begann, Verkündigungsbeiträge für Radio und Fernsehen zu realisieren, z. B. für die Sendungen So gesehen (SAT 1), Pfarrer im Frühstücksfernsehen (RTL) oder Kunst und Botschaft (RTL).
Von 1991 bis 1995 wirkte Wahl als Schulpfarrer an der Alfred-Delp-Schule in Hargesheim und als Pfarrer in der Gemeinde St. Nikolaus in Bad Kreuznach. 1996 wechselte er in die Katholische Rundfunkarbeit des Bistums nach Saarbrücken. Neben der Ausbildung im Institut zur Förderung publizistischen Nachwuchses (ifp) absolvierte er ein Volontariat  als Hörfunk- und Fernsehjournalist beim Saarländischen Rundfunk (SR). SWR und SR waren seitdem Schwerpunkte seiner Arbeit als „Wanderprediger im Mediendschungel“. Zusätzlich übernahm er einen Seelsorgeauftrag in den Gemeinden des Pfarrbezirks Auersmacher, später in der Stadtseelsorge an der Basilika St. Johann in Saarbrücken. Ab 1999 war Wahl Sprecher der ARD-Sendung Das Wort zum Sonntag und erhielt den bislang einzigen Fernsehpreis für ein Wort zum Sonntag, den „Goldenen Gong“. Nach 12 Jahren beendete er auf eigenen Wunsch dieses TV-Engagement.
Bischof Reinhard Marx berief Wahl 2003 in die Trierer Bistumsleitung und ernannte ihn zum Leiter der Hauptabteilung „Kommunikation, Bildung, Medien und sozialpastorale Dienste“ im Bischöflichen Generalvikariat. Am 9. November 2004 wurde er zusätzlich zum Domvikar am Hohen Dom zu Trier ernannt. Ostern 2006 ernannte ihn Papst Benedikt XVI. zum Monsignore (Päpstlicher Ehrenkaplan). Nach der Neustrukturierung des Bischöflichen Generalvikariats im November 2006 übernahm Wahl als einer der sechs Direktoren den neuen Strategiebereich „Kommunikation und Medien“, der alle Medienmodule des Bistums in einem vernetzten Bereich zusammenführte. Mit seinen Mitarbeiterinnen und Mitarbeitern entwickelte er das Konzept einer „Integrierten Kommunikation“.
2012 entsprach Bischof Stephan Ackermann seinem Wunsch, das Amt des Kommunikationsdirektors nach neun Jahren abzugeben („Ich habe das Amt von Anfang an auf Zeit übernommen“ – „Mein Job ist jetzt getan“). Nach einer mehrmonatigen Sabbatzeit, u. a. in der Gemeinschaft Sant’Egidio in Rom, wurde Wahl 2013 beauftragt, als Seelsorger in der Pfarreiengemeinschaft Waldrach mitzuarbeiten; daneben ist er weiterhin zur Verkündigung in den Medien beauftragt. Seit 2018 lebt und arbeitet Wahl im Auftrag des Bischofs von Trier und des Lateinischen Patriarchen von Jerusalem als Seelsorger und Autor in Jerusalem. 
Wahl vertrat die Bistümer in Rheinland-Pfalz als Mitglied des Rundfunkrats des Südwestrundfunks (SWR) und war bis 2015 Mitglied im ARD-Programmbeirat. Seit 2018 lebt Wahl als Seelsorger und Autor in Jerusalem.
Er ist Verfasser des „Ahr-Psalms“, in dem der Opfer der Flutkatastrophe an der Ahr gedacht wird.

## Veröffentlichungen
- Wahlbekanntschaften. Gespräche von Stephan Wahl mit Menschen aus Showbusiness, Politik und Gesellschaft (hrsg. von Norbert Sommer), Wichern, Berlin 2002
- Reiß die Himmel auf… Herder, Freiburg 2003
- An Hecken und Zäunen. Worte zum Sonntag. Herder, Freiburg 2004
- Aljoscha. Geschichten von Gottes kleinem Lieblingsengel. beerenverlag, Frankfurt 2002
- Aljoscha und Pilger. Gottes kleiner Lieblingsengel und die Heilig-Rock-Wallfahrt. Frankfurt 2012
- Im Auftrag des Himmels. Neue Geschichten von Aljoscha, Gottes kleinem Lieblingsengel. Würzburg 2014
- Für alle, die uns Mitmensch und Engel sind. Fürbitten zu den Sonn- und Festtagen im Lesejahr B. Echter. Würzburg 2002
- Für alle, deren Herz verwundet ist. Fürbitten zu den Sonn- und Festtagen im Lesejahr C. Echter, Würzburg 2003
- Für alle, die den Himmel in sich tragen. Fürbitten zu den Sonn- und Festtagen im Lesejahr A. Echter, Würzburg 2004
- …reiß die Himmel auf. Meditationen zu Advent und Weihnachten. Würzburg 2013
- Die Nacht wird hell wie der Tag. Kleine Atempausen auf dem Weg zu Ostern, Würzburg 2014
- Ungehobelte Gebete, Würzburg 2016
- ...träume ich von Flügeln, Jerusalemer Gedichte, Würzburg 2021